# Cimitile
Cimitile là một đô thị ở tỉnh Napoli ở vùng Campania, cách khoảng 25 km về phía đông bắc của Napoli. Tại thời điểm ngày 31 tháng 12 năm 2004, đô thị này có dân số 6.877 người và diện tích là 2,7 km². Thời cổ, Cimitile đã là nghĩa địa của thị xã Nola.
Cimitile giáp các đô thị: Camposano, Casamarciano, Comiziano, Nola.